# Ukleti graščak
Ukleti graščak je slovenska mladinska povest za otroke in odrasle. Avtor je Ivan Malavašič. Izšla je leta 2005 pri založbi Koščak in založništvu Jutro. Knjigo je ilustriral avtor sam.

## Vsebina
Na majski dan so dvanajstletni Mihec, njegova desetletna sestrica Tatjanca in njuna babica krenili na sprehod do hriba Sveta Trojica. Ko so prispeli na vrh, je babica vnukoma začela pripovedovati, kako je bilo na Vrhniki v starih časih, ko se je Vrhnika imenovala še Oberlaybach. Povedala je pesem o roparju, ukletem graščaku pod skrivnim imenom Črni Peregrin, ki je imel v tistih časih na Ulovki postavljen grad. Mihec je zvečer pred spanjem premišljeval, kako bi bilo živeti v tistih časih. Ko pa je zaprl oči, je pričel sanjati ...

## Liki
Glavni književni lik v zgodbi je dvanajstletni deček Mihec. 
Stranske književne osebe so Črni Peregrin, Peregrinova žena Kunigunda, Peregrinova hči, Mihčeva babica Micka, Mihčeva sestrica Tatjanca, berač in hlapec Tevž.

## Analiza
Ukleti graščak je mladinska povest iz podeželja. Dogaja se v današnjih časih, vendar ko glavni junak sanja, pisatelj zgodbo postavi v leto 1304, ko se je Vrhnika imenovala še Oberlaybach. Pomemben kraj dogajanja je hrib Ulovka, na katerem naj bi nekoč stal grad. 
Povest je namenjena preprostemu človeku.
Pripovedovalec je pisatelj sam.